# Черенга
Черенга  — деревня в Елабужском районе Татарстана. Входит в состав Яковлевского сельского поселения.

## География
Находится в северной части Татарстана на расстоянии приблизительно 31 км на запад-юго-запад от города Елабуга.

## История
Основана в XVIII веке.

## Население
Постоянных жителей было в 1859—373, в 1887—417, в 1905—454, в 1920—468, в 1926—503, в 1938—192, в 1949—166, в 1958—127, в 1970 — 73, в 1979 — 41, в 1989 — 28. Постоянное население составляло 17 человек (русские 82 %) в 2002 году, 8 в 2010.